# Lonneke Engel
Lonneke Engel (ur. 14 czerwca 1981 roku) – holenderska modelka.
W 1993 roku zgłosiła się do jednej z holenderskich agencji i zaczęła pracować dla miejscowych firm odzieżowych. W 1994 roku została zaproszona na próbną sesję do Paryża, a następnie do Nowego Jorku. Podpisała kontrakt z agencją IMG w Nowym Jorku i Paryżu, a z początkiem 1995 roku chodziła już po wybiegach Londynu i Mediolanu. Uczestniczyła w kampaniach reklamowych takich marek jak: Abercrombie & Fitch, Alberta Ferretti, Alberto Guardiani, Anna Rita N., BMW, Chanel, Cover Girl, Guess, Ralph Lauren, Mango. Na wybiegu prezentowała kolekcję przede wszystkim Chanel i Miu Miu. Trzykrotnie pojawiła się na okładce włoskiej edycji miesięcznika Glamour, hiszpańskiej Vogue, dwukrotnie na okładce niemieckiego Elle oraz na okładkach amerykańskiego i francuskiego wydania Marie Claire.